# Szczeć wykrawana
Szczeć wykrawana (Dipsacus laciniatus L.) – gatunek rośliny z rodziny przewiertniowatych. Dwuletnia roślina zielna występująca w Europie i Azji. W Polsce głównie na południowym wschodzie, poza tym bardzo rzadka.

## Rozmieszczenie geograficzne
Rodzimy obszar jego występowania to Europa środkowa i południowo-wschodnia oraz południowo-zachodnia Azja, gdzie rośnie na obszarze od Francji i Niemiec po Iran, Afganistan, Kirgistan i Kazachstan. Jako gatunek introdukowany występuje na Wyspach Brytyjskich i w strefie umiarkowanej Ameryki Północnej, gdzie jest rośliną inwazyjną. W Polsce występuje głównie w południowo-wschodniej części kraju, a poza tym na rozproszonych stanowiskach w rejonie górnych i środkowych części dolin Wisły, Bugu i Odry, schodząc do dolnego biegu tej pierwszej.

## Morfologia

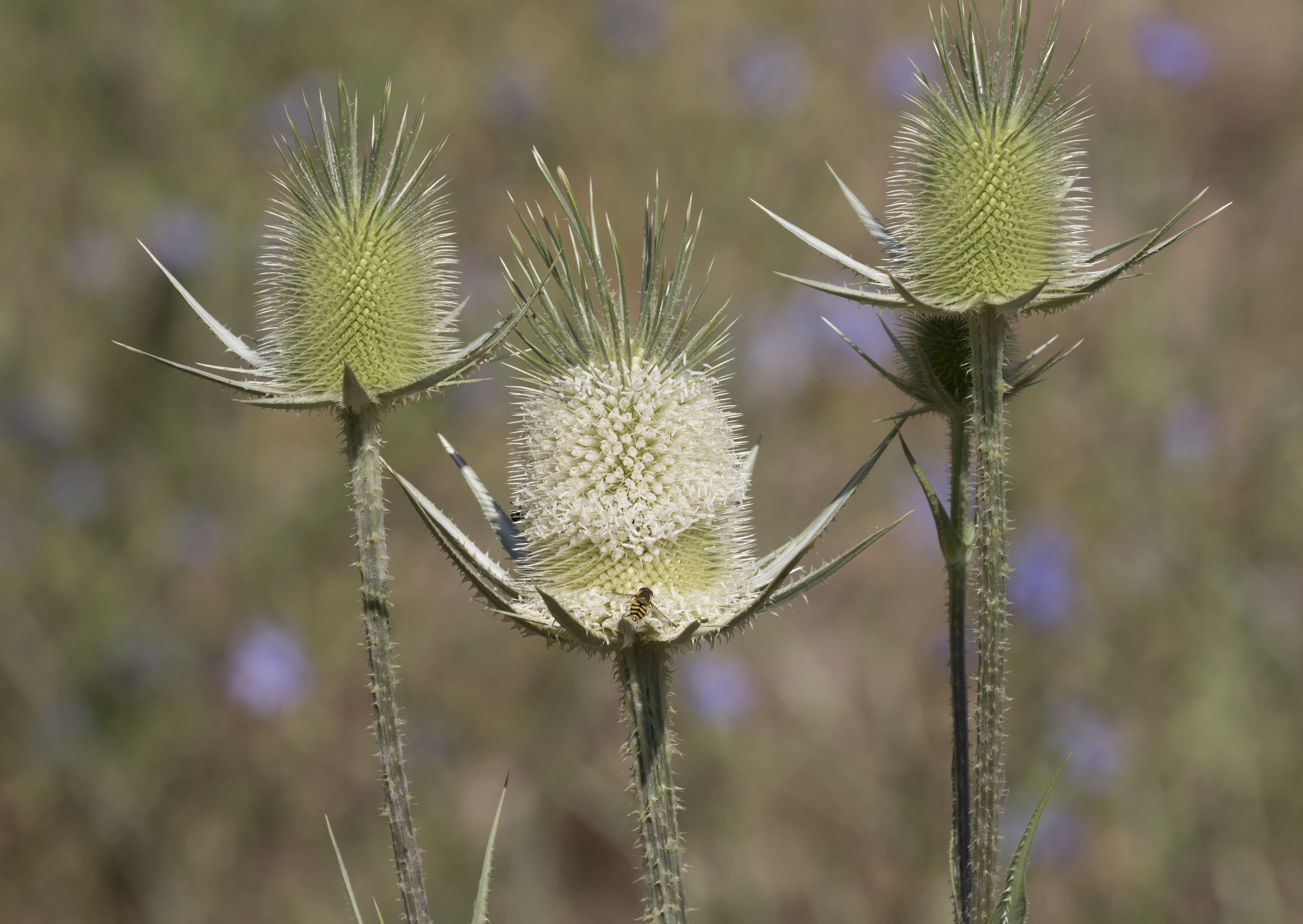
Kwiatostany

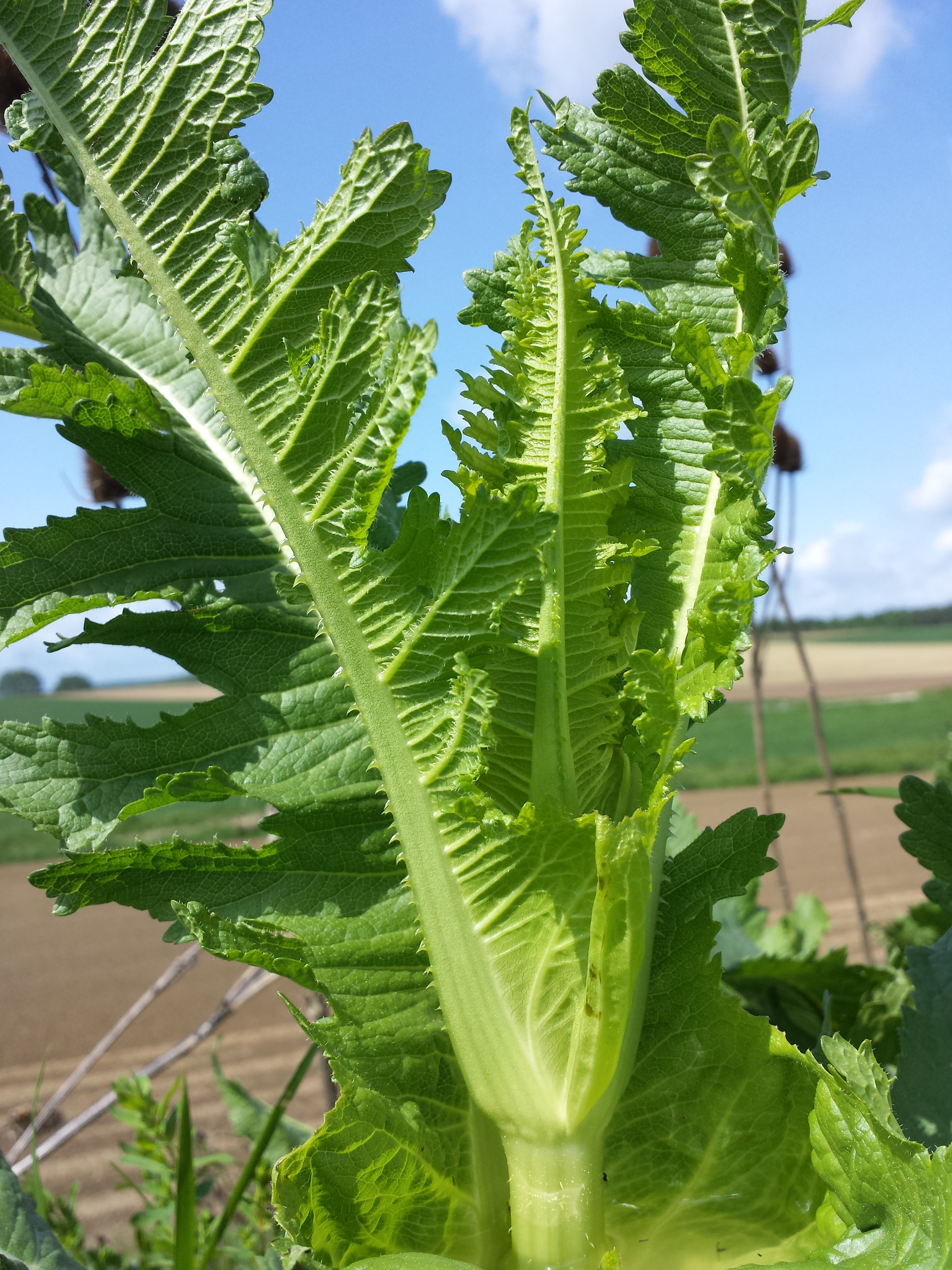
Liście

PokrójRoślina zielna osiągająca do 1,5, rzadziej 2 m wysokości.
ŁodygaProsto wzniesiona, rozgałęziająca się, kanciasta i na kantach pokryta gęstymi, cienkimi kolcami.
LiścieLiście odziomkowe jajowato lancetowate, krótkoogonkowe, ząbkowane i głębiej wcinane. Liście łodygowe są siedzące, zrośnięte parami tworząc lejkowaty kubek. Ich blaszki są podługowato lancetowate, lirowate, pierzasto dzielne lub sieczne, z odcinkami tępo ząbkowanymi. Wszystkie liście pokryte są wzdłuż nerwów, na brzegach i rzadziej na powierzchni krótkimi szczecinkami.
KwiatyZebrane w podługowato jajowatą główkę. Listki okrywy są szydlasto lancetowate, rozszerzone u nasady, krótsze od kwiatostanu i prosto rozpostarte. Są krótko kolczaste wzdłuż brzegów i nerwu. Przysadki wspierające kwiaty są wąskojajowate, kolczasto zakończone, długie do 2 cm, wzdłuż brzegów pokryte szczecinkowatymi włoskami. Korony kwiatów osiągają 13 mm długości, są 4-łatkowe, przy czym jedna z łatek jest dłuższa od pozostałych. Korona od zewnątrz i wewnątrz jest krótko, gęsto owłosiona.
OwoceNiełupki długości 5 mm. Na jednej roślinie może powstać do ok. dwóch tysięcy nasion.
Gatunki podobneSzczeć pospolita i sukiennicza mają podobnie jajowate kwiatostany, ale różnią się niepodzielonymi liśćmi. Ich listki okrywy nie są wyraźnie rozszerzone u nasady i zwykle są wygięte ku górze.

## Biologia i ekologia
Roślina dwuletnia kwitnąca w drugim roku życia w od czerwca do sierpnia. Rośnie na przydrożach i brzegach lasów, w wilgotnych miejscach ruderalnych. Nasiona zachowują zdolność do kiełkowania przynajmniej przez dwa lata.

## Mieszaniec
Tworzy mieszańca ze szczecią pospolitą Dipsacus fullonum.